# Ian Anderson
Ian Scott Anderson (Dunfermline, Fife, Escòcia, 10 d'agost de 1947), és un cantant, compositor i multi-instrumentista escocès, conegut pel seu treball com a líder (i flautista) del grup britànic Jethro Tull. Anderson toca diversos instruments com ara les guitarres, el baix, el bouzouki, la balalaika, el saxo, l'harmònica i diversos tipus de xiulets.

## Joventut
Ian Anderson és més petit de tres germans, de mare anglesa i pare escocès. Anderson va dir: "Sóc britànic. Sóc britànic. Em veig com un producte d'aquesta unió". El seu pare, James Anderson, dirigia la "RSA Boiler Fluid Company" a East Port, Dunfermline. La família d'Anderson es va traslladar a Edimburg quan ell tenia tres anys. Va ser influenciat per la big band i els discos de jazz del seu pare i l'aparició de la música rock, però es va desencantar amb l'estil "showbiz" de les primeres estrelles americanes del rock and roll com Elvis Presley.
La seva família es va traslladar el 1959 a Blackpool, Anglaterra, on es va educar a la Blackpool Grammar School. En una entrevista de 2011, Anderson va dir que se li va demanar que abandonés l'escola secundària per negar-se a sotmetre's a càstigs corporals (permesos en aquell moment). Va estudiar belles arts al Blackpool College of Art de 1964 a 1966 mentre vivia a Lytham St Annes.

## Carrera
Carrera inicial
Quan era adolescent, Anderson va treballar com a assistent de vendes als grans magatzems de Lewis a Blackpool, després com a venedor en un quiosc de premsa.
El 1963, va formar The Blades entre amics de l'escola: Michael Stephens (guitarra), John Evan (teclats), Jeffrey Hammond (baix) i Barriemore Barlow (bateria). Aquesta era una banda de soul i blues, amb Anderson a la veu, guitarra i harmònica; encara havia d'aprendre la flauta. Van tocar el seu primer espectacle al "Holy Family Church Hall" de North Shore.
A finals de 1967, Anderson encara tenia una feina diària, és a dir, netejant el Ritz Cinema a Luton, inclosos els lavabos, als matins, "que em va portar la meitat del dia", va dir en una entrevista posterior. Va agafar un urinari vell i estellat del magatzem del cinema i el va tenir durant un temps després de deixar la feina. No va ser, tanmateix, l'orinal que "va ser fixat al costat de l'orgue Hammond de John Evan a l'escenari" i va figurar a les actuacions de Tull a principis dels anys setanta.

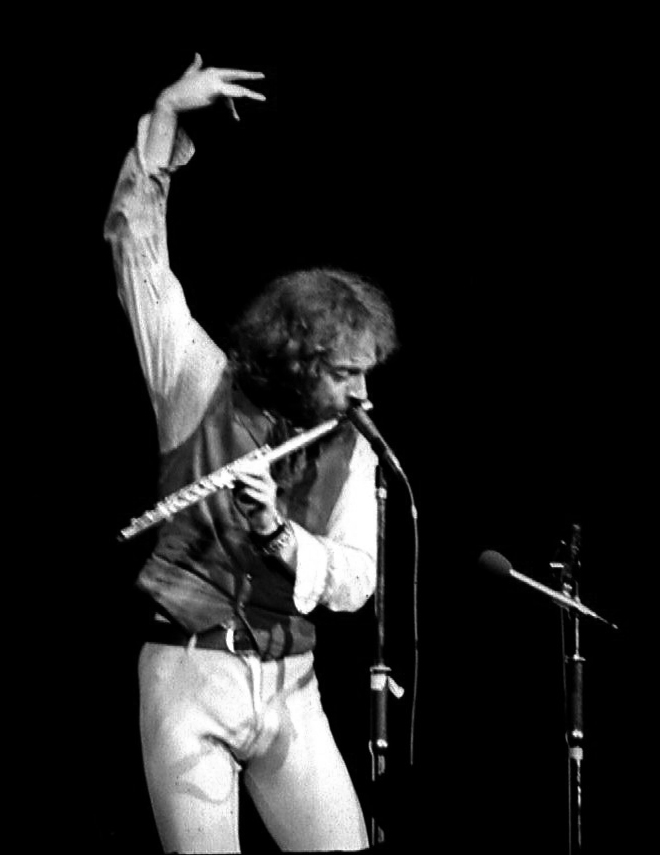
Anderson actuant com a Jethro Tull, Maple Leaf Gardens, Toronto, Ontario, Canadà el 24 de març de 1977

En aquest moment Anderson va abandonar la seva ambició de tocar la guitarra elèctrica, suposadament perquè sentia que mai seria "tan bo com Eric Clapton". Com ell mateix explica a la introducció del vídeo Nothing Is Easy: Live at the Isle of Wight 1970, va canviar la seva guitarra elèctrica per una flauta que, després d'unes setmanes de pràctica, va trobar que podia tocar força bé en un rock, i estil blues. Segons les notes de la màniga del primer àlbum de Tull, This Was (1968), només feia uns mesos que tocava la flauta quan es va gravar l'àlbum. Tampoc es va desaprofitar la seva pràctica de guitarra, ja que va continuar tocant la guitarra acústica, utilitzant-la com a instrument melòdic i rítmic. A mesura que avançava la seva carrera, va afegir saxo soprano, mandolina, teclats i altres instruments al seu arsenal.
La seva tendència a posar-se sobre una cama mentre tocava la flauta va sorgir per accident, ja que s'havia inclinat a posar-se sobre una cama mentre tocava l'harmònica, subjectant el suport del micròfon per a l'equilibri. Anderson era conegut per la seva famosa postura de flauta d'una cama, i una vegada es va referir com un "flamenc trastornat". Aquesta postura es troba en moltes portades d'àlbums de Jethro Tull. Durant una llarga estada al Marquee Club, un periodista el va descriure, erròniament, com a peu sobre una cama per tocar la flauta, quan de fet originalment tocava l'harmònica amb una cama. Va decidir estar a l'altura de la reputació, encara que amb certa dificultat. Els seus primers intents són visibles a l'aparició cinematogràfica de The Rolling Stones Rock and Roll Circus (1968) de Jethro Tull. Això es va fer referència a les notes de folre de Thick as a Brick en una cita sobre "el flautista pop d'una sola cama, Ian Anderson".

## Carrera posterior
Anderson ja volia començar una carrera en solitari el 1980, quan Jethro Tull anava a fer un descans després de la mort de John Glascock. Va escriure l'àlbum A com a disc en solitari, però va comptar amb la participació de Martin Barre de JT i Dave Pegg al baix. La pressió de la discogràfica va obligar a publicar el disc amb el nom de Jethro Tull. El seu primer àlbum en solitari oficial va ser Walk into Light, el 1983, en el qual Peter-John Vettese va tenir un paper important en la direcció electrònica de la música.

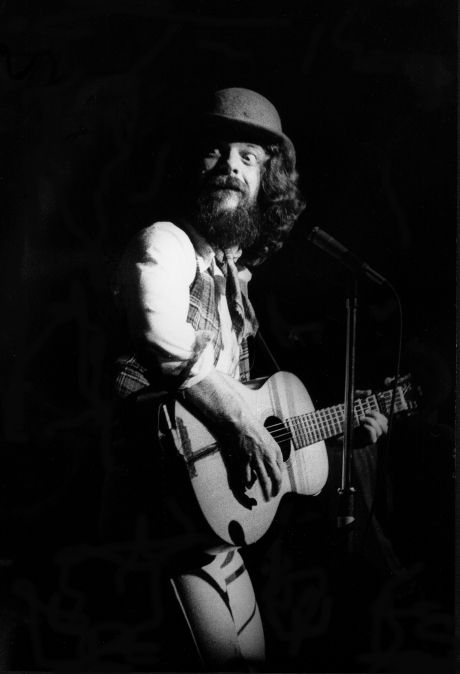
Anderson com Jethro Tull al Hammersmith Odeon de Londres, març de 1978

A la dècada de 1990 va començar a treballar amb simples flautes de bambú. Utilitza tècniques com l'excés de bufat i l'ombrejat de forats per produir notes-slurring i altres tècniques expressives en aquest instrument d'una altra manera senzill. Anderson va dir que al voltant d'aquesta època la seva filla va començar a prendre classes de flauta i es va adonar que la seva digitació era incorrecta, el que el va impulsar a tornar a aprendre el seu ampli catàleg amb la digitació correcta. El 1995, Anderson va llançar el seu segon àlbum en solitari, Divinities: Twelve Dances with God, una obra instrumental composta per dotze peces pesades amb flauta que persegueixen temes variats amb un motiu subjacent. L'àlbum va ser gravat amb el teclista de Jethro Tull Andrew Giddings i músics d'orquestra. Anderson va publicar dos àlbums més en solitari basats en cançons, The Secret Language of Birds el 2000 i Rupi's Dance el 2003. El 2003, Anderson va gravar una composició anomenada "Griminelli's Lament", en honor al seu amic, el flautista italià Andrea Griminelli.
El 2011, amb el final de la gira de Jethro Tull i la pregunta del seu amic Derek Shulman (què li va passar a Gerald Bostock?), Anderson va començar a produir una seqüela de Thick as a Brick (1972), titulada Thick as a Brick. Brick 2 o TAAB2, va ser llançat el 3 d'abril de 2012. Es presenta com a interpretat per Ian Anderson de Jethro Tull en comptes de ser un àlbum de Jethro Tull pròpiament dit. Anderson va fer una gira interpretant tots dos àlbums en la seva totalitat. Es va publicar un tràiler de TAAB2 a YouTube.
Anderson va llançar un nou àlbum, Homo Erraticus, el maig de 2014. El va descriure com un àlbum conceptual de rock progressiu que barrejava rock, folk i música metal. Aconseguint el número 14 de la llista d'àlbums del Regne Unit, és el seu àlbum en solitari amb més èxit.
El setembre de 2017, Anderson va anunciar plans per a una gira per commemorar el cinquantè aniversari de This Was i un nou àlbum d'estudi el 2019. La formació de la banda inclou Anderson, Hammond, John O'Hara, David Goodier (tots músics del solo d'Anderson), banda des del 2012), i, des del 2019, Joe Parrish, amb Barre i Florian Opahle absents de la formació.

El 2 de gener de 2018, Ian Anderson va publicar una publicació d'Any Nou a jethrotull.com, que inclou una foto d'Anderson amb el títol 
| « | <"IA a l'estudi treballant en un nou àlbum per al març de 2019. Shhhh; mantén-ho en secret..."> | » |

 L'1 de juny de 2018, Parlophone Records va llançar una nova col·lecció de carrera (50 cançons) per celebrar el 50è aniversari de Jethro Tull amb els 21 àlbums de Tull, anomenats 50 per 50. A les notes del llibret 50 per 50 s'indicava que el nou àlbum estava programat per al 2019 (i posteriorment es va retrocedir al 2020, després al 2022) seria un disc en solitari d'Ian Anderson i no un nou àlbum de Jethro Tull. Tanmateix, això va resultar no ser cert; la banda va llançar The Zealot Gene, el primer àlbum d'estudi de Jethro Tull en 19 anys (i el primer amb material nou i original en 23 anys), el 28 de gener de 2022.

## Reconeixements
- El 1973, Anderson va aparèixer, juntament amb diversos altres artistes, a la portada de Time, per a un article sobre noves direccions en la música de principis dels anys setanta.[24]
- En reconeixement de la seva contribució de tota la vida a la música popular, Anderson va rebre dos honors l'any 2006: el premi Ivor Novello per a l'èxit internacional i un doctorat honoris causa en literatura a la Universitat Heriot-Watt, l'11 de juliol de 2006.[25]
- Anderson va ser nomenat membre de l'Ordre de l'Imperi Britànic (MBE) en els honors d'Any Nou de 2008 pels serveis a la música.[26]
- Guardonat amb un Doctorat Honoris Causa (Doctor en Lletres) per la Universitat d'Abertay el juliol de 2011.[27]
- "Als Progressive Music Awards 2013", Anderson va rebre el premi "Prog God".[28]

## Col·laboracions musicals i altres treballs

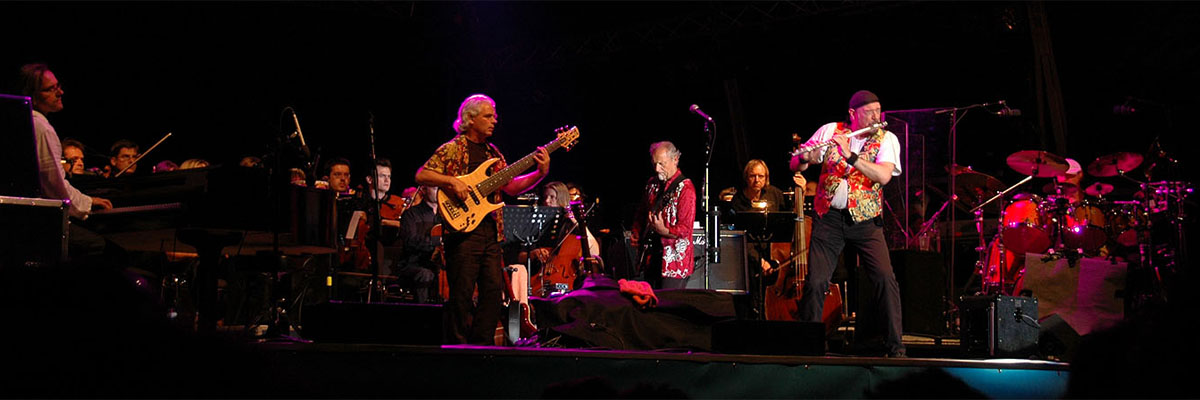
Ian Anderson toca l'Orquestral Jethro Tull a Butzbach (Alemanya) el 6 de juny de 2007.

Anderson va produir l'àlbum de Steeleye Span de 1974 Now We Are Six, a més d'aparèixer i produir el primer àlbum en solitari de Maddy Prior, membre de Steeleye Span, Woman in the Wings (1978), pel qual Jethro Tull va fer la majoria de contribucions instrumentals.
Anderson va aparèixer com a convidat a la cançó "All Along You Knew" de The Big Prize (1985), el segon àlbum de la banda de rock canadenca "Honeymoon Suite"". Això va seguir la gira de Jethro Tull de 1984, en la qual Honeymoon Suite va ser un dels teloners. També el 1984, Anderson, juntament amb Martin Barre, Dave Pegg i Peter-John Vettese, van gravar l'àlbum A Classic Case amb la London Symphony Orchestra, interpretant una selecció de música de Jethro Tull. També va ser DJ a l'estació de ràdio Planet Rock, presentant el seu propi programa de dues hores Under the Influence. També va aparèixer a l'escenari amb Joe Bonamassa tocant la cançó de Jethro Tull "A New Day Yesterday" al Hammersmith Apollo el maig de 2010.
Anderson toca la flauta a la cançó de "Men Without Hats" "On Tuesday" del seu àlbum Pop Goes the World (1987), i a la cançó de Blackmore's Night "Play, Minstrel, Play" del seu àlbum debut Shadow of the Moon (1997).
Anderson toca la flauta a l'àlbum de Roy Harper de 1998 The Dream Society. Anderson ha reconegut que Harper tenia una forta influència sobre ell.

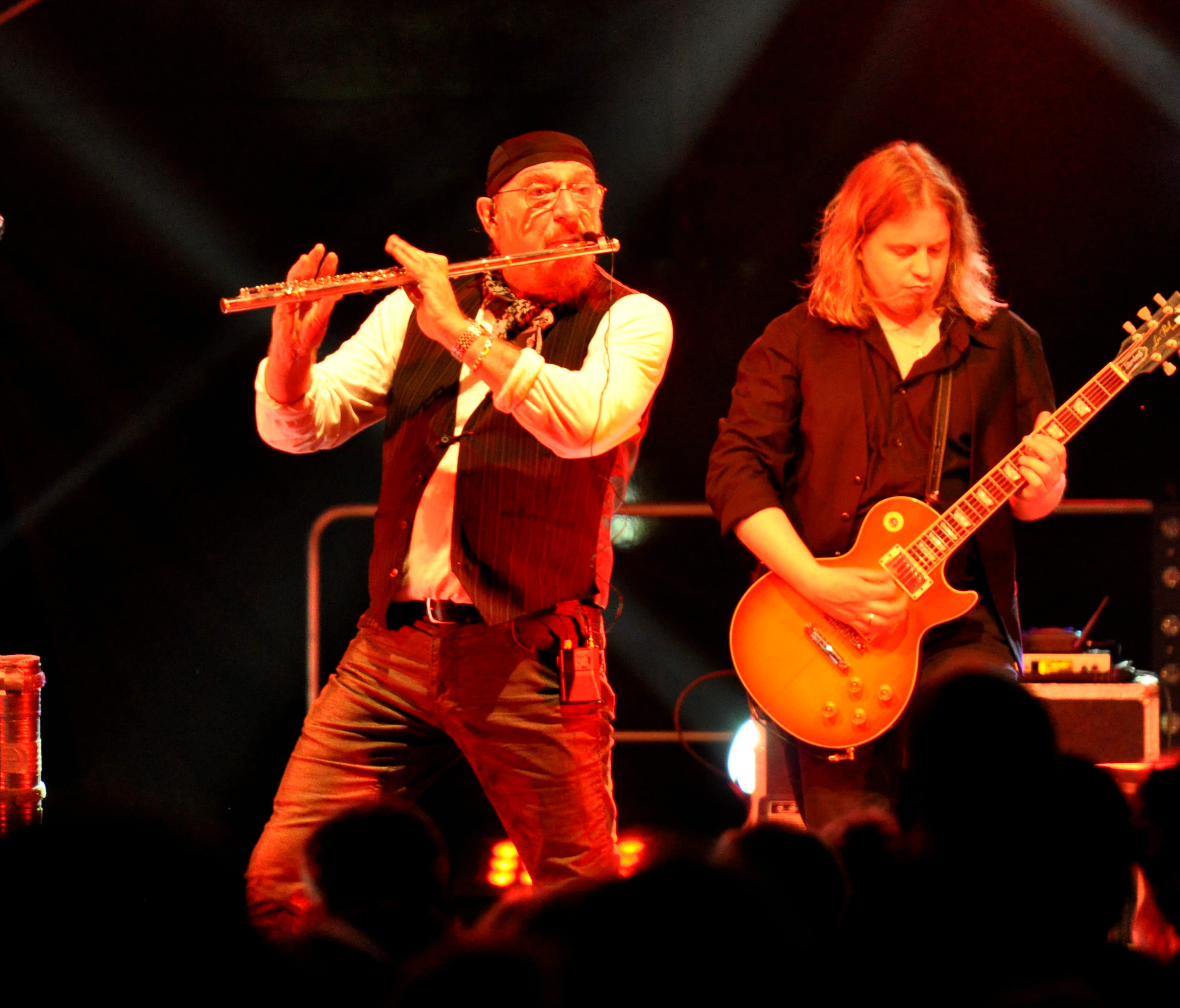
Anderson actuant el 2016 al Blacksheep Festival d'Alemanya

Anderson actua com a convidat especial en dos àlbums en directe d'Uriah Heep: Acoustical Driven (2001) i Electrically Driven (2001), ambdós interpretant les mateixes dues cançons del repertori d'Uriah Heep: "Circus" i "Blind Eye".
Anderson toca la flauta a la cançó "Portmeirion" de l'àlbum XXXV de 2001 de Fairport Convention. Anderson ha actuat amb Fairport Convention al seu Festival Cropredy anual en diverses ocasions des de mitjans dels anys 80, quan el seu baixista Dave Pegg també era membre de Jethro Tull.
Anderson va tocar la flauta i va cantar la veu principal en una versió de "The Thin Ice" per a l'àlbum de 2005 Back Against the Wall, un àlbum tribut a totes les estrelles que cobreix The Wall de Pink Floyd en la seva totalitat.
A l'abril de 2011, Anderson va interpretar un duet de flauta amb l'astronauta Cady Coleman, durant la seva missió a bord de l'Estació Espacial Internacional, en honor al 50è aniversari del primer vol espacial tripulat de Yuri Gagarin.
Anderson va tocar la flauta a la cançó "Cannonball" de The Darkness al seu àlbum de 2012, Hot Cakes. Va tocar la flauta a la cançó "Cry to the World" de Renaissance al seu àlbum de 2013, Grandine il vento. També va tocar la flauta a "The Ocean at the End", la cançó principal de l'àlbum de "The Tea Party" del 2014.

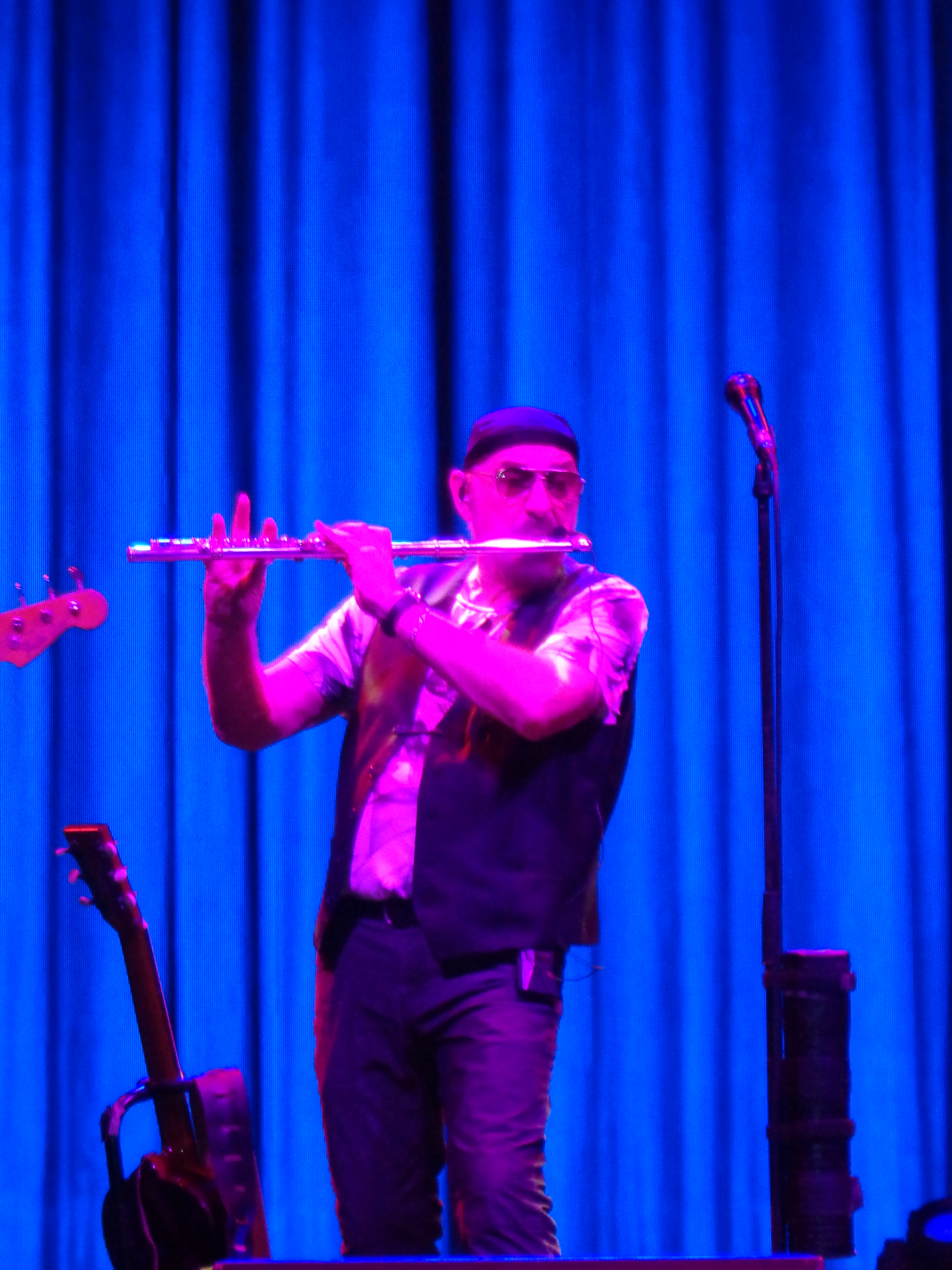
Anderson toca la flauta a Zagreb, Croàcia, el 13 d'octubre de 2018

Va contribuir amb la flauta a la cançó "Black Cherry Pie", el tercer senzill de l'àlbum 2015 de JEFF the Brotherhood, Wasted on the Dream. El 24 de març de 2017 es va publicar l'àlbum d'estudi Jethro Tull – The String Quartets d'Anderson, amb el Carducci String Quartet, dirigit per John O'Hara.
El vídeo oficial de la cançó de Marc Almond Lord of Misrule, extret del seu àlbum de 2020 Chaos and a Dancing Star es va publicar a YouTube el 29 de novembre de 2019, amb Ian Anderson tocant la flauta.

## Vida familiar i personal
Anderson és el petit de tres germans. El més gran dels tres, Robin, es va convertir en administrador de Scottish Ballet el 1973.
De 1970 a 1974, Anderson va estar casat amb Jennie Franks, una fotògrafa a qui se li atribueix algunes de les lletres del primer parell de versos de la cançó "Aqualung".
Anderson es va casar amb Shona Learoyd el 1976, descrita per la revista Rolling Stone com una "bella filla educada en un convent d'un fabricant de llana ric". Havia estudiat ballet durant 10 anys, tot i que quan Anderson la va conèixer, treballava com a cap de premsa al segell discogràfic de Jethro Tull, Chrysalis Records. Més tard es va involucrar amb els efectes especials de la banda a l'escenari.
La parella ha viscut en una masia de maó vermell del segle XVI a la finca de Pophleys de 500 acres (2,0 km²) a Radnage, Anglaterra, a Kilmarie House a la seva finca Strathaird a l'illa de Skye a Escòcia, així com una curta estona a Montreux (Suïssa). Actualment viuen a Wiltshire, Anglaterra, i tenen una altra casa a Suïssa, prop de Montreux. Tenen dos fills: James Duncan Anderson, també músic; i Gael, que treballa a la indústria cinematogràfica i està casat amb l'actor Andrew Lincoln, protagonista de la sèrie dramàtica de televisió nord-americana The Walking Dead.
Anderson és un supervivent de la Trombosi venosa profunda i ha fet diversos anuncis de servei públic per conscienciar sobre la malaltia. Anderson enumera els seus interessos com la protecció dels gats salvatges, especialment els que han estat rescatats de la dura captivitat; càmeres, principalment Leica; i cuina índia. Anderson ha descrit les seves creences religioses com "en algun lloc entre deistes i panteistes".
Durant una entrevista en vídeo per a "The Big Interview with Dan Rather" el maig de 2020, Anderson va dir que patia la malaltia pulmonar obstructiva crònica (MPOC; Malaltia pulmonar obstructiva crònica) incurable després de ser diagnosticat uns quants anys abans. Va continuar afirmant la seva creença que una causa probable d'aquesta condició ha estat l'ús de màquines de fum a l'escenari en actuacions en directe al llarg de la seva llarga carrera. Anderson va continuar amb la medicació per tractar la malaltia, va evitar zones d'alta contaminació per evitar l'exacerbació de la malaltia i va practicar exercicis de respiració per mantenir els seus pulmons en forma, afirmant que la MPOC encara no havia afectat la seva rutina diària.

## Altres activitats empresarials
Anderson ha estat propietari de diverses granges de salmons al Regne Unit i Xile. La seva empresa Strathaird, basada en la seva finca a l'illa de Skye, va funcionar fins a finals de la dècada de 1990, quan es van vendre parts.
Anderson és director de quatre companyies: Jethro Tull Production Limited, Calliandra Productions Limited, Ian Anderson Limited i Ian Anderson Group of Companies Limited.